# Svensk Kollektivtrafik
Svensk Kollektivtrafik ist ein schwedischer Fachverband in Form einer Aktiebolag für lokale Verkehrsunternehmen und regionale öffentliche Verkehrsverbünde, die den öffentlichen Nah- und Regionalverkehr mit Bus, Bahn, Straßenbahn, U-Bahn und Schiff in Schweden anbieten.
Zusammen mit Sveriges Bussföretag, Svenska Taxiförbundet, Branschföreningen Tågoperatörerna, Sveriges Kommuner und Landsting sowie der schwedischen Verkehrsverwaltung Trafikverket und der Immobiliengesellschaft Jernhusen arbeitet Svensk Kollektivtrafik gemeinschaftlich für die Verbesserung des öffentlichen Verkehrs.

## Geschichte
Svensk Kollektivtrafik wurde 1905 durch den Zusammenschluss von fünf schwedischen Straßenbahnunternehmen als Svenska spårvägsförbundet (Schwedischer Straßenbahnverband) gegründet. Ab 1927 konnten Bus- und Vorortsbahngesellschaften formell Mitglied des Verbandes werden, 1935 wurde der Name in Svenska Spårvägs-, Buss- och Förortsbaneföreningen (SBFF) (deutsch Schwedischer Straßenbahn-, Bus- und Vorortsbahnenverband) und 1943 in Svenska Lokaltrafikföreningen (SLTF) (deutsch Schwedischer Nahverkehrsverband) geändert. 1983 wurde ein politisch bestellter Vorstand eingesetzt.
Im Frühjahr 1985 wurde den Verkehrsbetrieben das Recht erteilt, den öffentlichen Nah- und Regionalverkehr auf der Straße zu betreiben. Nach einer vierjährigen Übergangszeit wurde der öffentliche Verkehr dann 1989 dereguliert. Der Verband organisierte die Zusammenarbeit der öffentliche Nahverkehrsunternehmen bis 1993.
1993 verließen 22 Busgesellschaften und neun assoziierte Mitglieder den Verband und bildeten durch eine Fusion mit dem damaligen Svenska Busstrafikförbundet den neue neu gegründeten schwedischen Svenska Bussbranschens Riksförbund (BR). Seit 1994 ist der Verband eine reinen Branchenorganisation für die Transportbehörden.
2008 änderte der Verband seinen Namen von Svenska Lokaltrafikföreningen in Svensk Kollektivtrafik, wodurch nach einer Satzungsänderung auch der Regionalverkehr mit zum Aufgabengebiet gehört.

## Ziele
Der Verband bietet seinen Mitgliedern Unterstützung, arbeitet an der Entwicklung von Kooperationsformen innerhalb der Branche und der betrieblichen Weiterentwicklung, basierend auf den Bedürfnissen der Fahrgäste. Mit den Mitgliedern wird an der Unternehmensbeobachtung, Meinungs- und Markterhebungen sowie der Entwicklung gemeinsamer Systeme und Standards gearbeitet. Eines der Hauptziele besteht darin, für den öffentlichen Verkehr in den nächsten Jahren einen doppelten Marktanteil zu erreicht.
Der Vorstand wird aus den politisch gewählten Vorständen der Mitgliedsorganisationen berufen. Finanziert wird der Betrieb durch Mitgliedsbeiträge sowie durch eigene Einnahmen in Form von Kongressgebühren. Bestimmte Projekte werden auch extern finanziert.
Dazu bietet der Verband zahlreiche Netzwerke, in denen die Fragen von der Überprüfung von Fahrkarten über den Ausbau und die Einrichtung von Busdepots sowie der grundsätzlichen Barrierefreiheit bis zur Vertriebsstrategie erarbeitet werden.
Aus diesen Netzwerken werden statistische Werte und Übersichten ermittelt, wie etwa Jahresberichte über Entwicklungen der Sicherheit bei einzelnen Unternehmen sowie landesweit. Ein Beispiel ist der Säkerhetsrapport järnväg für Transportstyrelsen.

## Aktive Mitglieder
Aktive Mitglieder des Verbandes sind:
- Region Blekinge, Blekingetrafiken
- Region Dalarna, Dalatrafik
- Region Gotland, Kollektivtrafikenheten
- Region Gävleborg, X-trafik
- Region Halland, Hallandstrafiken AB
- Region Jönköpings Län, Jönköpings länstrafik
- Region Jämtland Härjedalen, Länstrafiken
- Region Kalmar, Kalmar länstrafik
- Region Kronoberg, Länstrafiken i Kronoberg
- Region Norrbotten, Länstrafiken
- Regionala kollektivtrafikmyndigheten i Norrbotten
- Luleå Lokaltrafik AB
- Region Skåne, Skånetrafiken
- Region Stockholm, Trafikförvaltningen
- Region Sörmland, Sörmlandstrafiken
- Region Uppsala, Trafik och samhälle
- Region Värmland Kollektivtrafik
- Region Västmanland, Kollektivtrafikförvaltningen
- Region Västerbotten, Länstrafiken i Västerbotten AB
- Region Örebro län, Länstrafiken
- Region Östergötland, AB Östgötatrafiken
- Västra Götalandsregionen, Kollektivtrafikmyndigheten
- Västtrafik AB
- Kommunalförbundet Kollektivtrafikmyndigheten i Västernorrlands län
- Mälardalstrafik
- Norrtåg
- Svealandstrafiken
- Tåg i Bergslagen AB
- Öresundståg AB

Dazu kommen seit 1977 noch weitere assoziierte Mitglieder.